# Ranis
Ranis là một đô thị ở huyện Saale-Orla, bang Thüringen, Đức. Đô thị này có diện tích 10,55 km2, dân số thời điểm ngày 31 tháng 12 năm 2006 là 1919 người.